# Maciej Kieres
Maciej Kieres (ur. 3 kwietnia 1974, zm. 2 lutego 2025) – polski dziennikarz telewizyjny, dokumentalista, pianista, kompozytor.
Doświadczony reżyser, dokumentalista filmowy, współpracujący od kilkunastu lat z TVP Wrocław, dziennikarz radiowy i telewizyjny, autor i realizator widowisk muzycznych realizowanych dla Telewizji Polskiej.
Inicjator i główny twórca cyklu filmowego powołanego do życia w Ośrodku Kultury i Sztuki we Wrocławiu, Dolny Śląsk Pełen Historii, w ramach którego wyreżyserował: Riese.Tajemnice wykute w skale; Jaśniej i cieplej. Historia gazownictwa na Dolnym Śląsku; Pamiętajcie o ogrodach. Historia przeglądu piosenki aktorskiej we Wrocławiu; Twierdza Kłodzka; Srebrny Lew. Wędrówki po ziemi kłodzkiej; Opowieść o zamku na skale, ziemia Lądecka. Wędrówki po niezwykłych miejscach; Daisy. Wspomnienie minionego świata; Marianna. Królowa Kotliny. Ponadto autor filmów dokumentalnych, między innymi: Republika bananowa, Zarekwirowano; Historia Orderu Uśmiechu.
Pianista, kompozytor, aranżer, wieloletni akompaniator artystów, między innymi Violetty Villas, Grażyny Barszczewskiej, Macieja Damięckiego, Zbigniewa Lesienia i innych. Autor muzyki do spektakli teatralnych i piosenki aktorskiej.
Realizator wielu wydarzeń artystycznych i krzewiciel życia kulturalnego na Dolnym Śląsku. Pomysłodawca licznych koncertów i festiwali; wieloletni dyrektor artystyczny festiwalu Maj z Muzyką Dawną, organizowanego we Wrocławiu i na Dolnym Śląsku rokrocznie od 1992 roku.
Organizator Międzynarodowego Festiwalu im. Henryka Wieniawskiego w latach 2008–2011 oraz dyrektor artystyczny w roku 2012. Festiwal nawiązuje do dwukrotnych pobytów i koncertów Wieniawskiego w latach 1855 i 1857 w Szczawnie-Zdroju.
Od 2001 roku był związany z Ośrodkiem Kultury i Sztuki we Wrocławiu, gdzie kierował Działem Współpracy z Zagranicą. W ramach pracy w OKiS-ie realizował wiele międzynarodowych inicjatyw, w tym projekt muzyczny w ramach porozumienia Polsko-Francuskiego, realizację i nagranie nowo odkrytych utworów Franza Xavera Richtera i Johanna Gottlieba Janitscha. Był również pomysłodawcą i realizatorem serii plenerowych Koncertów Operowo-Operetkowych organizowanych na Dolnym Śląsku.
Działacz harcerski, rzecznik Chorągwi Dolnośląskiej ZHP.
Zmarł 2 lutego 2025 roku. Został pochowany na Cmentarzu Ducha Świętego we Wrocławiu.

## Odznaczenia i nagrody
- 1997 – odznaczenie MSWiA za udział w akcji ratunkowej podczas powodzi.
- 2003 – odznaczenie Zasłużony dla Chorągwi Dolnośląskiej Związku Harcerstwa Polskiego.
- 2011 – Brązowy Krzyż „Za Zasługi dla ZHP”.
- 15 października 2013 roku podczas uroczystej XLI Sesji Sejmiku Województwa Dolnośląskiego otrzymał Odznakę Honorową Srebrną Zasłużony dla Województwa Dolnośląskiego[8].
- 3 kwietnia 2014 – nagroda Marszałka Województwa Dolnośląskiego za wybitne osiągnięcia w dziedzinie kultury[9].
- 18 czerwca 2015 - laudacja za pomysł i realizację fabularyzowanego cyklu dokumentalnego "Dolny Śląsk Pełen Historii" przyznana podczas uroczystej gali XIX edycji Dolnośląskiego Klucza Sukcesu za rok 2014[10].
- 2023 odznaczony Brązowym Medalem "Zasłużony Kulturze Gloria Artis"[11][12]
- Złoty Krzyż Zasługi – 2025[13]